# 복부미신
복부미신(福富味身, ?~?)은 백제의 관료이다. 관등은 나솔(那率)로, 588년(백제 위덕왕 35년)에 은솔(恩率) 수신(首信), 덕솔(德率) 개문(蓋文), 장덕(將德) 백매순(白昧淳) 등 수신사(修信使)의 일행으로 왜에 파견되었다.

## 참고 자료
- 《일본서기》